# Steppenwolf (musikalbum)
Steppenwolf är rockbandet Steppenwolfs självbetitlade debutalbum, släppt 1968. Med hits som "The Pusher", "Sookie Sookie" och i synnerhet "Born to Be Wild" nådde albumet sjätteplatsen på Billboardlistan i USA. Albumets ljudbild är hård och blandar in psykedelisk musik i rocken. Det innehåller även en hyllningslåt till Chuck Berry, "Berry Rides Again".
Albumet var det enda med gruppen som gavs ut i både mono och stereoversioner. De första amerikanska utgåvorna av albumet hade ett skivomslag med silverglänsande bakgrund som på senare utgåvor av MCA Records byttes till ett standardomslag med vit bakgrund. Europeiska versioner av albumet hade dock aldrig silverbakgrunden.

## Låtlista
(upphovsman inom parentes)
1. "Sookie Sookie" (Don Covay/Steve Cropper) - 3:09
2. "Everybody's Next One" (John Kay/Gabriel Mekler) - 2:53
3. "Berry Rides Again" (John Kay) - 2:45
4. "Hoochie Coochie Man" (Willie Dixon) - 5:07
5. "Born to Be Wild" (Mars Bonfire) - 3:28
6. "Your Wall's Too High" (John Kay) - 5:40
7. "Desperation" (John Kay) - 5:35
8. "The Pusher" (Hoyt Axton/John Kay) - 5:43
9. "A Girl I Knew" (Morgan Cavett/John Kay) - 2:39
10. "Take What You Need" (John Kay/Gabriel Mekler) - 3:28
11. "The Ostrich" (John Kay) - 5:43

## Listplaceringar
- Billboard 200, USA: #6[1]
- UK Albums Chart, Storbritannien: #59 (1970)[2]
- RPM, Kanada: #1[3]
- Tyskland: #34[4]